# Joaquim Pena i Costa

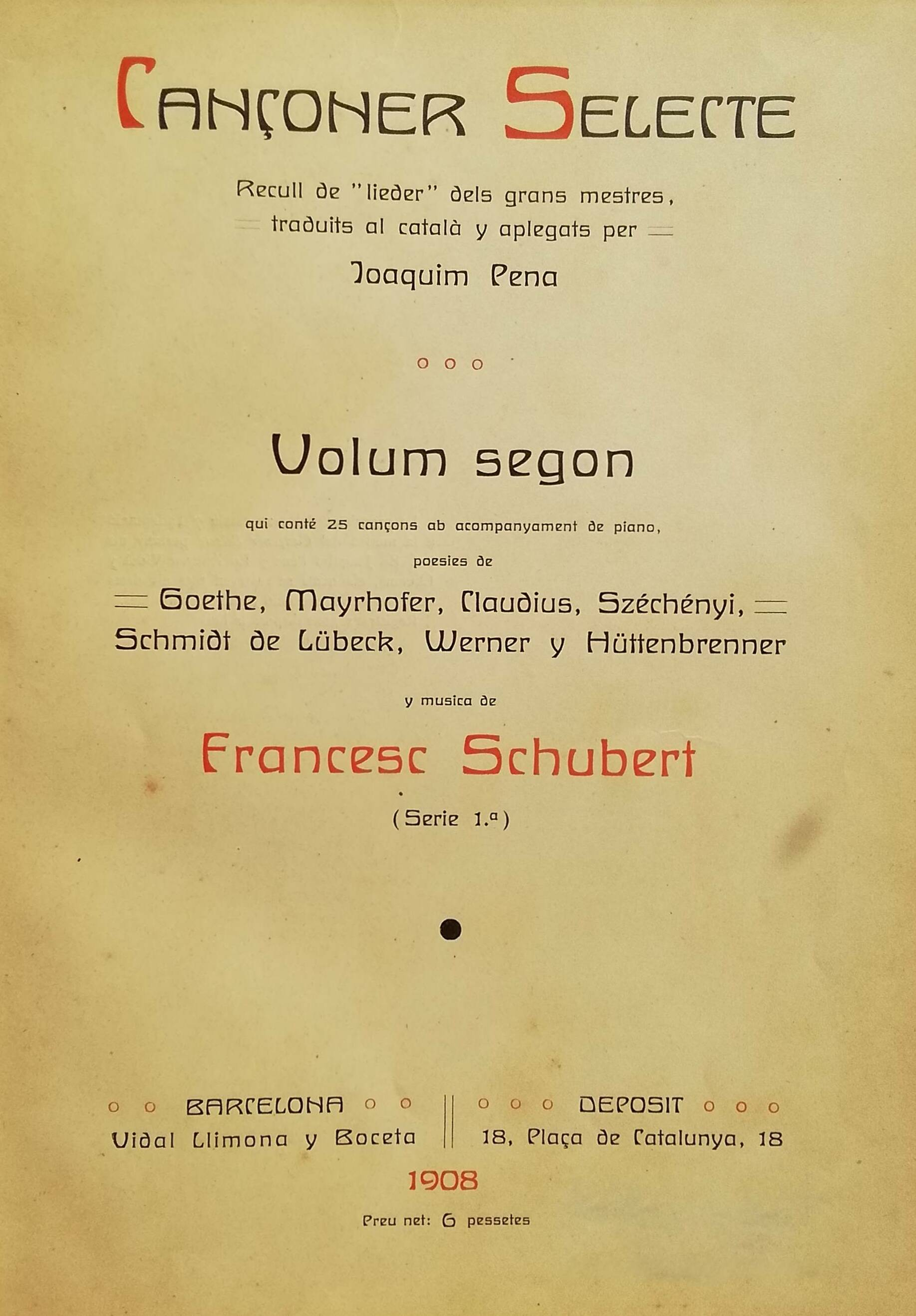
Petita mostra de les moltes traduccions al català que Joaquim Pena va fer d'òperes i cançons de compositors europeus. En aquest cas, un recull de Lieder (cançons) de Franz Schubert publicades a Barcelona l'any 1908

Joaquim Pena i Costa (Barcelona, 1 de març de 1873 - Barcelona, 25 de juny de 1944) fou un musicòleg i crític musical. És un dels principals ideòlegs de la modernitat musical a Catalunya.

## Biografia
Fill de Josep Pena i Roca magistrat natural de Montblanc i de Carmen Costa i Alvarez de Madrid. Estudià Dret però mai no va exercir aquesta professió, ja que molt aviat es dedicà a la música, sobretot a la crítica musical. Inicià la seva carrera com a periodista a El Correo Catalán, on va fer publicacions tan importants com, per exemple, la crítica de l'estrena de Tristany i Isolda al Gran Teatre del Liceu.
Va ser fundador i crític musical de la revista Joventut setmanari editat entre el 1900 i 1906, publicant crítiques i comentaris sobre el festival de Bayreuth i contribuint altament en el debat sobre els principals corrents estètics europeus de principis del segle xx, per la qual cosa la revista va esdevenir una de les publicacions periòdiques més importants del modernisme català. Allà hi defensà apassionadament l'obra de Richard Wagner.
Casat amb Germaine de Aranda Constantin va viure i morir a l'antiga plaça de Llevant, a Sarrià - Sant Gervasi, actualment dedicada al musicòleg.

## Joaquim Pena i Richard Wagner
El 1901 fundà l'Associació Wagneriana de la qual va ser president entre l'any de la seva fundació, juntament amb Felip Pedrell, musicòleg, i el 1904. Va ser propietari molt actiu del Gran Teatre del Liceu, des d'on reivindicà la representació de les òperes wagnerianes amb tota dignitat i denuncià les irregularitats de la junta del moment.
Són molt conegudes les seves traduccions al català de les obres escèniques de Wagner, adaptades de tal manera que també podien ser cantades en aquest idioma. També va traduir algunes de les òperes de Gluck, Spontini, Mozart, Mússorgski, Rimski-Kórsakov, o de les cançons de Beethoven, Schubert, Schumann, Fauré i Bach, entre altres exemples.
Publicà reduccions per a cant i piano de Lohengrin (1906), Els mestres cantaires de Nuremberg (1907), Tannhäuser (1908), Tristany i Isolda (1910) i Parsifal (1929). Traduí els assaigs wagnerians La música del futur i Art i revolució.
A sota podem veure la descripció que li feia Josep Pla en la seva sèrie de retrats periodístics Homenots: 
"L'altra persona seriosa era Joaquim Pena, crític musical wagneròman de formes rígidament ortodoxes, en el sentit que creia que en l'obra de Wagner, en l'estètica wagneriana, l'element bàsic era la poesia i subsidiàriament la música, importantíssima, certament, però no tant com la poesia, que constitueix el substràtum de la superestructura musical. L'estètica de Wagner havia convertit Joaquim Pena en un obsés ombrívol, sever, greu i separat".

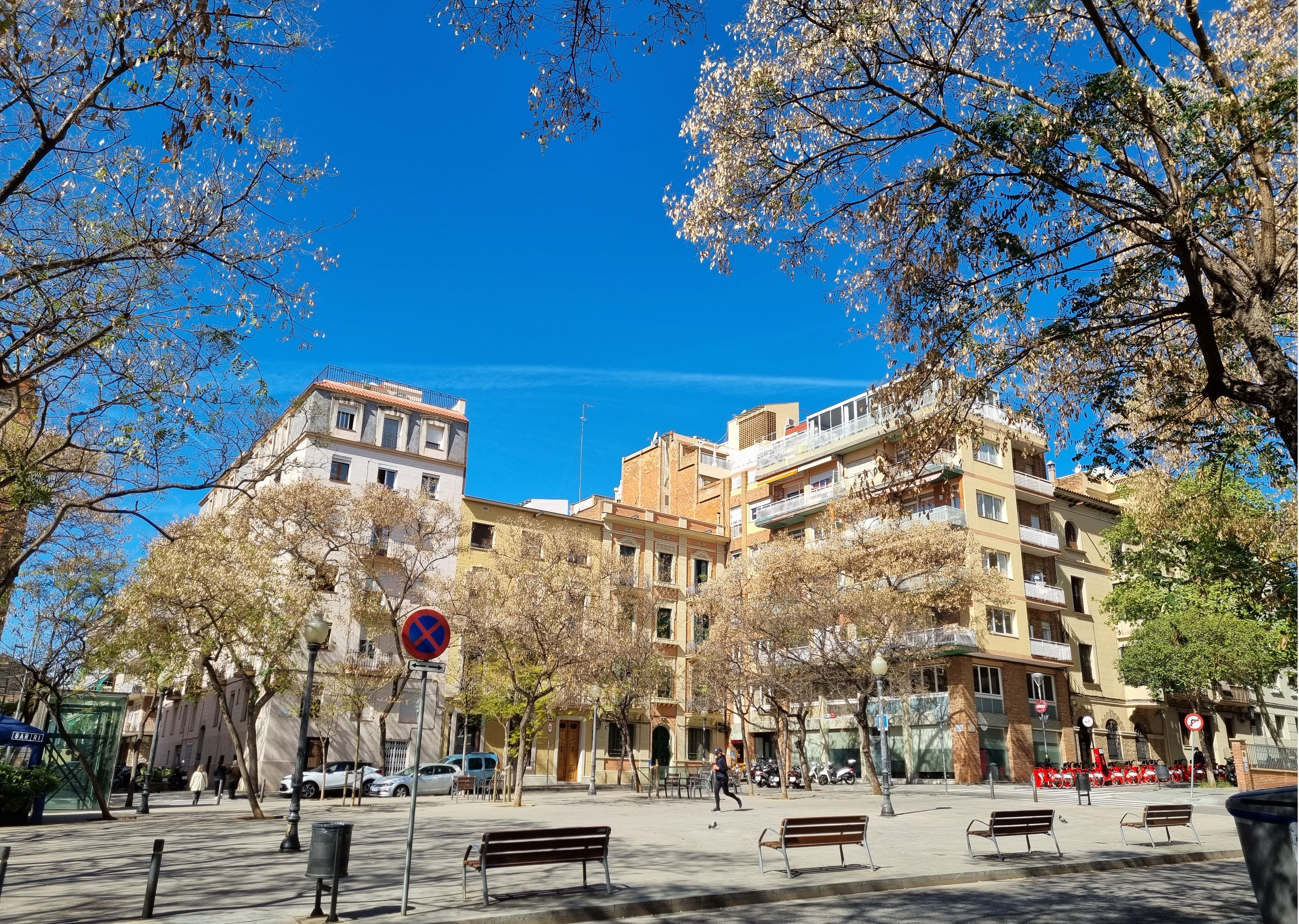
Plaça de Joaquim Pena, a Barcelona

## Crític musical
Exercí la crítica a La Publicidad (1916-1918), on publicà cada setmana, a la secció Hojas musicales, els seus treballs musicològics. Fou el 1938 quan la Direcció General de Radiodifusió de la Generalitat de Catalunya li dedicà un homenatge per publicar el Cançoner selecte, una col·lecció de lieder traduïts al català. També traduí obres teòriques de Richard Wagner com la Música del pervindre. Quan Joaquim Pena deixà la crítica a La Publicidad, l'encarregat de substituir-lo va ser Jaume Pahissa.

## Orquestra Pau Casals
Fou secretari de l'Orfeó Català i secretari del patronat de l'orquestra Pau Casals (1920-1939). "Heu's ací l'origen de l'ORQUESTRA PAU CASALS. Tot just fa quatre mesos, tantost tornant de sa darrera excursió artística, cregué arribada l'hora de convertir en obra sa trascendental pensada i comunicar-la als seus íntims […] començaren tot seguit els treballs preparatoris". El fet que posseïssin l'Orfeó, la Banda Municipal i l'Orquestra Casals feia que Pena fos un gran engrescador de projectes per poder plantar cara a les grans capitals europees. Els programes de mà i les traduccions eren, quasi sempre, de Joaquim Pena.
Una selecció de les seves crítiques i treballs fou recollida al Llibre en honor de Joaquim Pena. També va escriure la biografia Enric Morera (1937) i va dirigir el Diccionario de la Música Labor (1940-1944).
El fons personal de Joaquim Pena es conserva a la Biblioteca de Catalunya.